# Neischnocolus cisnerosi
Espèce
Neischnocolus cisnerosi est une espèce d'araignées mygalomorphes de la famille des Theraphosidae.

## Distribution
Cette espèce est endémique de la province de Santo Domingo de Los Tsachilas en Équateur,. Elle se rencontre vers Santo Domingo.

## Description
Le mâle holotype mesure 14,23 mm.

## Systématique et taxinomie
Cette espèce a été décrite par Peñaherrera-R., Guerrero-Campoverde, León-E., Pinos-Sánchez et Falcón-Reibán en 2023.

## Étymologie
Cette espèce est nommée en l'honneur de Diego Francisco Cisneros-Heredia.

## Publication originale
- Peñaherrera-R., Guerrero-Campoverde, León-E., Pinos-Sánchez & Falcón-Reibán, 2023 : « Two new species of Neischnocolus Petrunkevitch, 1925 (Araneae: Theraphosidae) from eastern and western Ecuador. » Zootaxa, no 5351(4), p. 483-493.